# Luperus circassicus
Luperus circassicus es una especie de insecto coleóptero de la familia Chrysomelidae.
Fue descrita científicamente en 1962 por Medvedev.